# گویش شوشتری
شوشتری یکی از گویشهای زبان فارسی است که در استان خوزستان رواج دارد. گویش دزفولی نزدیکترین گویش به گویش شوشتری است و با زبان لری نیز ارتباط نزدیکی دارد.

## وابستگی زبانی
در خصوص وابستگی زبانی، منابع مختلف شوشتری را گویشی از زبان فارسی دانسته‌اند. فهرست لینگوییست گویش شوشتری-دزفولی را مستقل از زبان فارسی و لری دسته‌بندی کرده گرنوت ویندفور آن را زیر مجموعه زبان فارسی می‌داند گلاتولوگ گویش‌ شوشتری را گویشی از زبانی به نام دزفولی-شوشتری می‌داند که در کنار زبان لری در دسته‌ای به نام لری-دزفولی قرار می‌گیرد و ضمن جدا بودن از زبان لری و فارسی نو، موقیت مشابه‌ای با زبان لری دارند. همچنین گلاتولوگ گویش های ایرانی غربی نو را در کنار زبان پهلوی ساسانی (فارسی میانه)، در دسته ای به نام فارسی میانه-نو قرار میدهد.
کالین مک‌کینون در دانشنامه ایرانیکا گویش شوشتری-دزفولی را گویشی از زبان فارسی و نزدیک به زبان لری معرفی می‌کند. در مقاله گویش‌های خوزستان، ایرانیکا گویش دزفولی-شوشتری و بختیاری را متعلق به مربوط گروه جنوبی از زبان لری میداند.
گروه زاگرس، که گروه لری نیز نامیده می‌شود از شاخۀ ایرانیِ جنوب‌ غربی است و بخش‌های کوهستانی استان خوزستان را در بر می‌گیرد. شوشتری و دزفولی از دیگر گونه‌های موجود در خوزستان هستند که از نظر زبان‌شناسی به گروه زاگرس شباهت دارند، اما به دلیل ویژگی‌هایی که نتیجه‌ی تماس با عربی است، از این گروه متمایز می‌‎شوند. ایران اطلس گویش شوشتری، دزفولی و گویش‌های منطقه فارس نظیر دوانی را در این گروه طبقه بندی میکند.

## ویژگیهای دستوری

### واج‌شناسی

#### همخوان‌ها
همخوان‌ها در گویش شوشتری مانند فارسی است مگر این موارد: همخوان /G/ (انسدادی، ملازی، واک‌دار) که در کلمه‌هایی مانندِ قند (Gand) و مرغ (morG) در فارسی معیار وجود دارد، در گویش شوشتری وجود ندارد. همخوان‌هایی که در گویش شوشتری هست و در فارسی معیار نیست به این شرح است: 1. /γ/ (سایشی، ملازی، واک‌دار) نظیر کلماتی مانندِ γerno: «گرداب» 2. /ḥ/ (سایشی، حلقی، بی‌واک) برای نمونه در لغتِ ḥorrâq «سخت سیاه‌شده» 3. /ʻ/ (سایشی، حلقی، بی‌واک) برای نمونه در لغتِ ʻalof «هستۀ میوه» 4. /q/ (انسدادی، ملازی، بی‌واک) برای نمونه در کلمۀ baq «قورباغه» 5. /xw/ (سایشی، لبی-نرم‌کامی، بی‌واک) برای نمونه در لغتِ xwardan «خوردن».

#### واکه‌ها
واکه‌های گویش شوشتری با واکه‌های فارسی معیار از نظر تعداد و مشخصه‌های آوایی تفاوتی ندارند.
- واکه‌های پیشین

واکۀ افراشتۀ /i/ نظیرِ xin به معنی «خون». واکۀ میانی /e/  نظیر ker «چروک». واکۀ افتادۀ /a/ نظیر eškam «شکم».
- واکه‌های پسین

واکۀ افتادۀ /â/ نظیر âsâra «ستاره». واکۀ میانی /o/ نظیر doz «دزد». واکۀ افراشتۀ /u/ نظیر kuxa «کمین».

#### تغییرات واجی نسبت به فارسی معیار
با بررسی گویش شوشتری این تغییرات واجی نسبت به فارسی معیار دیده می‌شود:
- واکۀ /â/ پیش از همخوان‌های /n/ و /m/ معمولاً به /u/ بدل شده است، نظیرِ nošun به جای nešân و num به جای nâm؛ به‌مانند گویش تهرانی.
- همخوان /h/ پس از واکه‌های /a/ و /e/ و /o/ معمولاً حذف شده و منجر به کشش واکۀ پیش از خود شده است، نظیرِ me:rabun به جای mehrabân و ša:r به جای šahr و zo:r به جای ظهر zohr.
- همخوان /ʻ/ در وام‌واژه‌های عربی گاهی به همخوان /ḥ/ تبدیل شده است مانندِ maḥsum به جای maʻsum، و eḥrâz به جای eʻrâz.
- همخوان /d/ پس از واکه، در برخی از لغات به /y/ بدل شده است مانندِ bâyom به جای bâdâm، nayda به جای nadide، diyâr «پیدا و آشکار» به جای didâr؛ و در برخی از لغات حذف شده است نظیر kuvak «پسر» به جای kudak و ganom به جای gandom.
- همخوان /t/ بعد از همخوان‌های /s/ و /š/ و /x/ و /f/ معمولاً حذف شده است نظیرِ da:sa «دسته»، moš «مشت»، bax «بخت»، ǰof «جفت».
- همخوانِ /n/ در انتهای کلمه چنانچه پس از واکۀ /u/ باشد معمولاً حذف می‌شود نظیرِ dendu «دندان».
- واکۀ /u/ در برخی از اسم‌ها به واکۀ /i/ بدل شده است مانندِ xin به جای xun.
- واکۀ /â/ در برخی از مصدرها به/o:/ تبدیل شده است، مانندِ so:yidan به جای sâyidan، po:yidan به جای pâyidan.
- زنجیرۀ آوایی ey معمولاً بدل به [e:] شده است، مانندِ xe:r به جای xeyr، se:r به جای seyr، ne: (نوعی ساز موسیقی) به جای ney.[۲۱]

### اسم

#### جمع‌بستن
نشانۀ جمع در شوشتری، آ (â)، اون (un)، او (u) و به میزان بسیار کمتری ها (hâ) است. علامت‌های اون (un) و او (u) معمولاً برای غیرجاندار به کار نمی‌رود. اگر کلمه مختوم به واکه‌های /â/ و /a/ باشد، به هنگام جمع با un، واکۀ پایان واژه به /u/ تبدیل می‌شود و /h/ میانجی می‌شود. برای مثال واژۀ gadâ به صورتِ gaduhun و واژۀ liva «دیوانه» به صورتِ livuhun جمع بسته می‌شود. 
اگر اسم به -و (ou) یا واو صامت ختم شود با « «وون» جمع بسته می‌شود. مانند: دالووون (پیرزنان)، خالووون (خالوها)، گُوون (گاوان)، دیوون (دیوها)

#### معرفه و نکره
اسم‌های نکره در فارسی شوشتری همچون فارسی معیار معمولاً با افزودن (ای) به آخر واژه‌ها یه افزودن (یَ: به معنای یک) قبل از واژه‌ها به دست می‌آید.
- یَ روز: یک روز
- کتابی: یک کتاب

اسم‌های معرفه در فارسی شوشتری گاهی همچون فارسی معیار علامتی ندارند و از قرائن باید آنها را شناخت. گاهی نیز برای معرفه کردن اسم‌ها پسوند «کَ» در انتهای آن قرار می‌گیرد. مثل:
- دخترکَ (دختره)
- میرکَ (مَرده)

این واژه‌های معرفه در نواحی شمالی و مرکزی ایران با افزودن (ه) مثل دختره و پسره و در نواحی جنوب ایران معمولاً با افزودن (و) مثل پسرو و دخترو ساخته می‌شود.

#### اسامی خاص
در گویش شوشتری برخی از اسامی خاص به گونه‌ای متفاوت تلفّظ می‌شوند. یکی از تغییراتی که در اسامی خاص صورت می‌پذیرد حذفِ تشدید است. برای مثال در شوشتری، عبّاس، ʻabâs تلفظ می‌شود و محمّد، maḥamad و عبداللّه، ʻabdelâ.
برای ایجاد صورت تحبیبی در اسامی خاص از برخی از پسوندها استفاده می‌شود از جمله -ول (ul) و -ولا (ulâ) و -ولَه (ula)، نظیرِ خَجول (خدیجه)، رَضولا (رضا)، مجتبولَه (مجتبی).
پسوندِ دیگر ﹷک (-ak) یا صورتِ مخفّفِ آن اَ (a-) است و آن بیشتر بر اسمِ مردان می‌آید مانندِ حَسَنَ (حسن)، مُحسنَک (محسن).
پسوندِ دیگر –اک (âk-) است نظیر حسناک (حسن) و مَحَمداک (محمّد).
گاهی های غیرملفوظ در اسم‌های عربی زنان می‌افتد: مَحصوم (معصومه) فاطُم (فاطمه)، سَکین (سکینه).
گفتنی است این صورت‌های تحبیبی، بسته به موقعیت و بافت کلام، می‌تواند جنبۀ تحقیری هم داشته باشد، به‌خصوص اگر با پسوندِ ﹷک یا -اَ ساخته شده باشد.

### ضمیر
ضمیر در گویش شوشتری به گونه‌های شخصی، اشاره، تأکیدی، پرسشی و مبهم به کار می‌رود. ضمیرهای شخصی جدا در شوشتری از این قرار است: mo (من)، to (تو)، u (او)، amâ (ما)، šamâ (شما)، ušu (آنان). و ضمیرهای شخصی پیوسته این‌ها است: -om (اَم)، -et (اَت)، eš- (اَش)، -mu(n) (مان)، -tu(n) (تان)، -šu(n) (شان).
ضمیرهای اشاره در شوشتری به این قرار است: i «این»، u «آن»، he «این»، hu «آن»، henu «این‌ها»، hunu «آن‌ها». 

### صفت
در فارسی شوشتری صفت تفضیلی همچون فارسی دری با پسوند «تر» به کار می‌رود. اما صفت عالی با پسوند «ترین» چندان متداول نیست؛ مثلاً «من مُسن‌ترین شما هستم» معمولاً با صفت تفضیلی و بصورت «مو اَ همَتون مُسِن‌تَرُم» به کار می‌رود.
در فارسی شوشتر همچون فارسی معیار معمولاً صفت بعد از موصوف قرار می‌گیرد. در برخی حروف کسره بین صفت و موصوف به حالت سکون درمی‌آید.

### قید
در گویش شوشتری علاوه بر برخی از قیدهایی که در فارسی معیار وجود دارد، برخی قیدهای ویژه نیز وجود دارد که بسیار با فارسی معیار متفاوت است از جمله: isu(n) (اکنون)، usu(n) (آنگاه)، domâ (عقب)، nohâ (جلو)، dume(n) (پایین)، ya:-danar (پیوسته)، aske: (لحظاتی پیش)، ga: (زود)، ellan (قطعاً)، holam (هنوز).

### فعل

#### ماضی ساده
صرف فعل در ماضی ساده در گویش شوشتری با فارسی معیار یکی است، بجز برخی تفاوت‌ها در شناسه‌ها: 
- فارسی	am	شوشتری: om
- فارسی i شوشتری: i
- فارسی ø شوشتری: ø
- فارسی: im شوشتری: im
- فارسی: id شوشتری: it
- فارسی: and شوشتری: en
- برای مثال صرف فعل گفتن در ماضی ساده در فارسی و تطبیق آن با گویش شوشتری:
- فارسی: رفتم شوشتری: raftom
- فارسی: رفتی شوشتری: rafti
- فارسی: رفت شوشتری: raft
- فارسی: رفتیم شوشتری: raftim
- فارسی: رفتید شوشتری: raftit
- فارسی: رفتند شوشتری: raften

#### ماضی نقلی
برای ساخت ماضی نقلی در شوشتری، به انتهای صیغه‌های ماضی مطلق، اَ (a) افزوده می‌شود. برای نمونه ماضی نقلی رفتن در فارسی و گویش شوشتری چنین است:
- فارسی	rafte-am شوشتری: raftoma
- فارسی rafte-i شوشتری: raftiya
- فارسی rafte-ast شوشتری: rafta
- فارسی rafte-im شوشتری: raftima
- فارسی rafte-id شوشتری: raftita
- فارسی rafte-and شوشتری raftena

#### مضارع اخباری
در فعل مضارع اخباری در گویش شوشتری به جای  [mi] در فارسی معیار، از تکواژ [be] استفاده می‌شود، نظیرِ بخورُم به جای می‌خورم. جز اینکه به مانندِ ماضی استمراری، این [be] در بیان جملات، اغلب به‌صورتِ ساکن به کلمۀ پیش از فعل می‌چسبد، برای نمونه در جملۀ زیر:
فارسی معیار: من در را باز می‌کنم.
شوشتری: mo dareb gošom
همچنین در افعالِ مرکّب، تکواژ /e/ به پایان جزء اوّل فعل می‌چسبد. برای نمونه در جملات زیر:
فارسی معیار: پرنده‌ها را نوازش می‌کند.
شوشتری: paranduhuna navâzeše kona
در افعال بسیط نیز گاهی تکواژ «ب» حذف می‌شود و به جای آن  /e/ به کلمۀ پیش از فعل افزوده می‌شود. برای نمونه:
فارسی معیار: آش می‌خورم.
شوشتری: âše xwarom

#### مضارع التزامی
مضارع التزامی در گویش شوشتری، بدون تکواژ /be-/ ساخته می‌شود. مانندِ ravom «برَوَم»، guvom «بگویم»، nešini «بنشینی»..
در این گویش مانند فارسی پیش از عهد مغول پیشوندهایی مانند "بـ " یا "می" به صورت غیر ضروری می‌توانند جلوی افعال بایستند. در برخی حالات التزامی و امر نیز برعکس فارسی نو و بر راه فارسی ادبی دوره‌های پیشین پیشوندی جلوی فعل ظاهر نمی‌شود. صرف امر منفی نیز بجای "ن" از "م" استفاده می‌شود که حالت قدیمی‌تر آن است. برخی از افعال قدیمی که در گذشته استفاده می‌شده و امروز در زبان عوام متروک شده در این گویش رایج است.
صرف فعل امر:در فعل امر همان بن مضارع به عنوان امر بکار می‌رود. در حالت منفی «م» می‌گیرد.
- برو--> " رو " / نرو --> مـَرو
- بگو--> " گو " / نگو --> مـَگو

صرف فعل مضارع:
- غذا می‌خورد: --> غذا بخورَه
- می‌گیرد --> گیرَه
- بروی--> روی / نروی --> نَـروی
- می‌خواهم بروم --> مـُخـُم روَم[۳۰]

فعل ماضی: نمونه‌ای از صرف افعال ماضی در گویش شوشتری در وجه‌های مختلف
- رفتم --> رفتـُم
- نشسته بود --> نِشسه بید
- رفته باشد--> رفته بوَ
- می‌گفت --> بـِگفت
- کشته‌اند --> کشتِنَه

در افعال متعدی در گویش شوشتری مفعول یا متمم ممکن است بصورت ضمیر متصل پس از فعل بیاید. این حالت در فارسی امروز چندان متداول نیست اما در ادبیات کهن فارسی وجود دارد؛ مثلاً در این مصرع مولانا:
- "نگفتمت مرو آنجا که آشنات منم"

می‌بینیم که "ت" که نشانه مفعولی، در اینجا مفهول له، است بصورت چسبان پس از فعل می‌آید. در پارسی بیشتر مفعول به خاصیت اتصال به پایان فعل را دارد و اتصال مفعول له کمتر به کار می‌رود اگرچه در ادبیات هست. این حالت در گویش شوشتری هنوز وجود دارد؛ مثلاً برای همین مفهوم "به تو نگفتم" می‌گویند " نگفتـُمـَت ".

## واژگان
برخی از پژوهشگران، یکی از موارد مهمی را که میان گویش‌های شوشتری و دزفولی و فارسی معیار تفاوت ایجاد می‌کند، واژگان دانسته‌اند . برخی از واژه‌های گویش شوشتری واژه‌هایی است که در فارسی دری قدیم رایج بوده است و امروزه منسوخ است. بخشی دیگر از این واژه‌ها ویژۀ گویش شوشتری است و بخشی دیگر نیز از عربی وارد گویش شوشتری شده است و امروزه در فارسی معیار کاربردی ندارد. شماری از واژه‌های شوشتری عبارتند از:
- amsâl: امسال.
- bâderengun: بادرنجبویه.
- bâfa: دستۀ گندم دروشده با ساقه.
- bâleng: خیار سبز.
- bâlunak: سنجاقک.
- bârna: مرغ یا خروس بسیار جوان.
- bastuk: خُمِ کوچک برای نگهداری ترشی.
- batar: بدتر.
- bat o:vi: مرغابی.
- bax-ḥorrâq: سیاه‌بخت.
- bax-zoγâl: سیاه‌بخت.
- bendâr: ساحل رود.
- benešin: اتاق نشیمن.
- bengešt: گنجشک.
- beno:š: رنگِ بنفش.
- berâbar: برابر، مقابل، روبرو.
- čomba: به حالت چمباتمه‌زده.
- čomot: چوبِ نیم‌سوز.
- čondor: چغندر.
- dâlu: پیرزن.
- dambar: ویران، خراب. در مورد شهر و خانه و ناحیه به کار می‌رود.
- dambari: دَمَر.
- davessan: دویدن.
- deč: پُر، لبریز.
- deč kordan: پُر کردن.
- dek zadan: لرزیدن از سرمای شدید.
- dep: صفتِ هوای گرمِ ایستاده.
- deqen: صفتِ چیزی که چرب و نوچ شده باشد.
- derâm: بشکۀ فلزی. از انگلیسی.
- derda: پاره‌شده.
- dervordan: درآوردن، بیرون آوردن.
- dešbol: غدّه.
- dešmen: دشمن.
- dešmun: دشنام، فحش، ناسزا.
- eška:san: شکستن. شکسته شدن.
- eškenâda: شکسته.
- eškenâdan: شکاندن.
- ešnâxtan: شناختن.
- eštiti: بازی زو (کبدی).
- eγza: این‌قدر، این مقدار. قید است.
- eγzar: این‌قدر، این مقدار. قید است.
- eγzeluk: این مقدارِ اندک. قید است.
- eḥrâz: ترس بسیار شدید.
- gâla-pošt: لاک‌پشت.
- gâmâl: چراگاهِ گاوان.
- gâmiš: گاومیش.
- gâmur: بزِ کوهی.
- gâpun: کسی که گاوها را به چرا برد و از آن‌ها مراقبت کند. گاوبان.
- gârdim: عقربِ زردرنگ.
- gârešt: آروغ.
- gâzerak: دم‌جنبانک.
- peliš: تراشۀ چوب و مانندِ آن.
- pelmâ-pelmâ: کورمال‌کورمال.
- pelt: تفالۀ چای.
- koni: ادات پرسش است به معنی کجاست.
- konǰi: کنجد.
- kordan: کردن.

## ادبیات شوشتری

### ادبیات شفاهی
ادبیات شفاهی شوشتر شامل حکایت‌ها و متل‌های قدیمی، شعرهای عامیانه و ترانه‌ها و نیز ضرب‌المثل‌ها است.

#### حکایت‌ها و متل‌ها
در گویش شوشتری حکایت‌ها و متل‌های فراوانی وجود دارد که نسلی بعد از نسل دیگر توسط پیران و بزرگان برای کودکان نقل شده است. بخشی از این حکایت‌ها را داریوش رحمانیان، استاد تاریخ دانشگاه تهران در اواخر دهۀ ۱۳۷۰ در کتاب «افسانه‌های لری، بختیاری و شوشتری» چاپ نشر مرکز گرد آورده است امّا زبان حکایات را به فارسی معیار برگردانده است  . 
- نمونه‌هایی از نثر به گویش شوشتری
- ابتدای حکایتی به گویش شوشتری

yeki bid yeki nabid γe:raz xodâ hičkas nabid. ye pâdešâhi bid čel tâ zune dâš. vali a hičkunšu ba:čedâr nambuves. ye salmâni mima xuna: dare kâx mima mi kâx ke pâdešâna eslâḥe kord.
ya: ruz ke salmâni uma eslâḥeš kord gof hel se:l konom mi oyna binom četo:r eslâḥom korda? xuba? mo he: ke umada se:l nakordoma mi oyna xoma binom.
isu ke se:l kord mi oyna ya:pera ḥâleš monqaleb buves. gof ey dâde bidâd sarom rišom sebilom safid buvessa bi če ḥâl buvessoma mo hani ba:če nadârom. dar in ḥâl bid ke parišun bid ye darviši ume dar kâx dare zad.
negahbânâ raften pil dâdeneš telâ dâdeneš. gof mo na si pil umadoma na si telâ umadoma. mo umadoma pâdešâhe binom. gofteneš nambu qeble: ʻâlama kasi nambina. amâ xomu ke negahbânimam nambinimeš. 
gof na mo xode pâdešane moxom binom re:d guviteš. xolâsa xabar do:n e: qebleye ʻâlam ye darviši umada dam dar beguva faqat pâdešâhe moxom binom. gof guviteš âya.
isu ke darviš ume var pâdešâ gofteš ey qebleye ʻâlam binom parišunḥâli. dunom četa: ayi ke ba:čedâr nambuyi nârâḥati. gofteš â: alân ʻomri azom gozašta diga. pâye raftan dârom. gofteš xâb. ye sibi dervord a mi torbeluš do qaleš kord tâqeš kord.
ترجمه:
یکی بود یکی نبود غیر از خدا هیچ‌کس نبود. یک پادشاهی بود چهل تا زن داشت. امّا از هیچ‌کدام بچه‌دار نمی‌شد. یک سلمانی بود که به خانه در کاخ، داخل کاخ می‌آمد که پادشاه را اصلاح می‌کرد. 
یک روز که سلمانی آمد و پادشاه را اصلاح کرد، [پادشاه] گفت بگذار در آینه نگاه کنم ببینم چطور مرا اصلاح کرده است. آیا خوب است؟ من همواره که [سلمانی] آمده است  در آینه نگاه نکرده‌ام خودم را ببینم.
چون در آینه نگاه کرد یکباره حالش منقلب شد گفت ای داد بیداد سرم، ریشم، سبیلم، سفید شده است. ببین به چه حال شده‌ام. من هنوز بچه‌ای ندارم. در این حال که بود که پریشان بود، درویشی به در کاخ آمد و در را زد.
نگهبان‌ها رفتند و به او پول و طلا دادند. گفت من نه برای پول آمده‌ام و نه برای طلا آمده‌ام. من آمده‌ام پادشاه را ببینم. به او گفتند نمی‌شود. کسی قبلۀ عالم را نمی‌بیند. ما که خود نگهبانیم هم او را نمی‌بینیم. 
گفت نه. من خود پادشاه را می‌خواهم ببینم. بروید به او بگویید. خلاصه خبر دادند ای قبلۀ عالم درویشی به دم در آمده است و می‌گوید فقط پادشاه را می‌خواهم ببینم. گفت به او بگویید بیاید.
چون درویش نزد پادشاه آمد به او گفت ای قبلۀ عالم می‌بینم پریشان‌حالی. می‌دانم تو را چه شده. از اینکه بچه‌دار نمی‌شوی ناراحتی. به او گفت آری. الان عمری از من گذشته است پای رفتن دارم. گفت: خب. سیبی از توبرۀ کوچک خود درآورد و دو نیمه کرد دو طاق کرد.
- بخشی از حکایتی دیگر به گویش شوشتری

dar zamânhâye qadim ye pâdešâhi bid haf tâ kuvak dâšt. ya: ru kuvakunše jaʻm kord vasiyat kord ke baʻde mo dare i otâqe ke mi kâxe magošid.
xolâse pâdešâ fo:t kord baʻde xodeš kuvak gapeš be ǰâš pâdešâ buves. ya ruz ke kuvak gape pâdešâ došt mi kâx qadame zad tiyaš oftâd be hamu otâq. xe:li konǰkâv buves bine če serriya.
goft hel ram dar i tuve gošom binom če minše ke buvam gofta dar i otâqe magošid. xolâse dar tuve gošid did če bâγiya če bâγe bâsafo: hame ǰâ gol o čaman o deraxt. 
vasat bâγam ye taxti zadena ye doxtari neysas sar taxt ye ču so:zi mi das râseša ye ču siyahi ham mi das čapša.
tâ doxtarke kuvak pâdešâhe did gofteš biyo inǰu ye sibi dohâmet. kuvak pâdešâ raft samte taxt ito:r ke na:zik buves doxtarke pe: ču siya ze sar šuneš o goft seng bâ. kuvak pâdešâ ǰâ dar ǰâ seng buves. 
berârun vo darbâriyâ diden mayi xabari a pâdešâ nisi kâxe gašten diden dar tuke bâza. fa:miden berâršu be vasiyat buvašu maḥal navanda. 
ترجمه: 
در زمان‌های قدیم یک پادشاهی بود هفت تا پسر داشت. یک روز پسرانش را جمع کرد وصیت کرد که بعد از من درِ این اتاق را که در کاخ است باز نکنید. 
خلاصه پادشاه درگذشت. بعد از خودش پسرِ بزرگش به جای او پادشاه شد. یک روز که پسرِ بزرگِ پادشاه داشت در کاخ قدم می‌زد چشمش افتاد به همان اتاق. خیلی کنجکاو شد ببیند چه سرّی است. 
گفت بگذار بروم درِ این اتاق را باز کنم ببینم چه چیز در آن است که پدرم گفته است درِ این اتاق را باز نکنید. خلاصه درِ اتاق را باز کرد دید چه باغی است چه باغِ باصفایی. همه جا گل و چمن و درخت. 
وسط باغ هم یک تخت زده‌اند یک دختر نشسته بر روی تخت یک چوب سبز در دستِ راست اوست یک چوب سیاهی هم در دستِ چپِ اوست. 
تا آن دختر پسر پادشاه را دید به او گفت بیا اینجا یک سیب به تو بدهم. پسرِ پادشاه رفت به سمتِ تخت، همینطور که نزدیک شد آن دختر با چوبِ سیاه به روی شانه‌اش زد و گفت سنگ شو. پسر پادشاه جادرجا سنگ شد. 
برادران و درباریان دیدند خبری از پادشاه نیست، کاخ را گشتند دیدند درِ آن اتاق باز است. فهمیدند برادرشان به وصیت پدرشان محل نگذاشته است.

#### ضرب‌المثل‌ها
سیدجلال‌الدین امام جمعه در حدود نیم قرن پیش دست به تألیف کتابی با نام «ضرب‌المثل‌های شوشتری و برخی زبانزدها» زد که توسط انتشارات بنیاد نیشابوردر سال 1363 منتشر شد. در این کتاب ضرب‌المثل‌های شوشتری به خط فارسی و نیز فونتیک و نیز ترجمۀ فارسی این مثل‌هادرج شده است. نمونه‌ای از ضرب‌المثل‌های شوشتری:
- موندَه به ز درموندَه

munda bah za darmunda
مانده به ز درمانده است. در هنگام مهمانی و تعارف بکار می‌رود.
- مرگوی سر پرز خاری نشسه س

mar guvi sar parz'e xâri nešassa
مرگویی (گویی که) بر سر خاری نشسته‌است. به انسان‌های بی‌تاب و بی‌طاقت می‌گویند.
- بو روغن داغشَ کس نمفهمَه

bu ro:γan daγš'a kasi namfahma
بوی روغن داغش را کسی نمی‌فهمد. کنایه از کسی که بسیار خسیس است.
- کِل زَنیتْ بُنگون بِریزْنیتْ عَمبَلو دوما بووِس/ مُشْک اَ مین سولا دَرومَه صاحُبِ نونا بووِس.

kel zanit bongun beriznit ʻambalu duma buves/ mošk a min sulâ daruma: sâḥobe nunâ buves.
کِل بکشید و بادمجان سرخ کنید که سوسمار داماد شد، موش از سوراخ درآمد و صاحب نان‌ها شد. این ضرب المثل موزون و در وزن رمل مثمن محذوف است. دربارۀ شخص بی‌کفایتی که به منصبی رسیده است و دیگری از بی‌کفایتی او استفاده می‌کند و به خواسته‌اش می‌رسد.
- مال سر مال مره، باد زیر جومِه دِرْدَه.

mâl sar mâl mera bâd zir ǰume: derda.
دارایی روی دارایی می‌رود، باد زیرِ پیراهنِ پاره.

### شعر به گویش شوشتری
شاعران و نویسندگان شوشتر از قدیم به زبان فارسی شعر گفته‌اند، مثلاً در ترجمان البلاغه می‌خوانیم که ابوالعلای شوشتری از نخستین کسانی است که در جنوب غرب ایران به پارسی‌نویسی پرداخته‌است. امّا شاعرانی که به گویش شوشتری شعر سروده باشند نیز دست‌کم از دویست سال پیش شناخته شده‌اند. 
قدیمی‌ترین شاعری که به گویش شوشتری شعر سروده است ملّا صالح شوشتری نام داشته است که در 1267ه.ق. (1229 شمسی) زنده بوده است و محمدحسن خان اعتمادالسلطنه او را دیده و از او بیتی به گویش شوشتری نقل کرده است. از او دیوانی به جا مانده است که بخش اعظم آن به گویش شوشتری است ولی اشعاری به فارسی و بختیاری و دزفولی نیز در آن دیده می‌شود. بخشی از این دیوان در سال 1349 به خط محمدباقر نیرومند به چاپ رسیده است. از غزلیات اوست:
- زلفتَ چینِ کُنی هِی خوتِ رنگینِ کُنی/ خوتِ رنگینِ کُنی، دَردُمَ سنگینِ کُنی

- تو که شو گُفتیَه صُحبی مُو میایُم چه کُنُم؟/ صُحبِ پیشینِ کُنی، پیشینِ پَسینِ کُنی

- بِگووی جونِتِ دام تا که مُو بوسی دُهُمِت/ تو خُو سررشته نداری، خوتِ مَغمینِ کُنی

- غِیرِ دوسی چه اَزِت کُردُمَه ای بی‌مُرُوَت/ مو دُعا هِی بِکُنُم اِس تو تو نُرفینِ کُنی

- دِلبَری چی تو کُیا هی که به یَ گوش اَ اَما/ غارَتِ طاقت و ایمون و دل و دینِ کُنی

- نازَنینون اَگه گاوختِ کُنِن نازِ قِشَنگ/ چی خودت نازِتَ هی نازُک و نَشمینِ کُنی

- صالِحا کِی تو تَری پِی هِ دَوی خونه‌خراب؟/ تو کموتربچه دعوی پِیِ شاهینِ کنی[۳۵]

به عبارتی دوران زندیه و دوره‌های آغازین قاجار را می‌توان آغاز ادبیات شوشتری دانست. نمونه‌ای از اشعار ملاحسن شوشتری به لهجهٔ محلی شوشتر در دوران قاجار:
بدخلقی و ری چرکنی او کس که ازم کرد
جز دختر دنیا دیگه یارون کی ازم کرد
دونی چه سرم برد به عالم چه ازم کرد؟
ظلم و ستم و جور و جفا ازچه ازم کرد؟
حقم بید اگر روزی هزار همچه ازم کرد
ایدل مپسندش که وفا هیچ ندارَه
خونه ش مَنشین، لطف و صفا هیچ ندارَه
غیر ستم و جور و جفا هیچ ندارَه
جز غصه و معبوس و قنا هیچ ندارَه
معلومَه که ای دلّه حیا هیچ ندارَه
هر خواهشی وَش کردمه او همچه ازم کرد 

### راهنمای آوانویسی
در این نوشتار از نمادهای زیر برای آوانویسی استفاده شده‌است
- â = تلفظ حرف آ در واژهٔ آبادان
- a = تلفظ حرف ا در واژه احمد
- e = تلفظ حرف ا در واژه ابراهیم
- č = چ
- i = تلفظ حروف ای در واژه پیر
- š = ش
- q = ق
- γ = غ
- o = تلفظ حرف اُ در واژهٔ امید
- u= تلفظ حرف و در واژهٔ کوچه
- x = خ
- Ž = ژ